# 斯利季 (莫吉利夫-波季利西基區)
48°35′6″N 27°56′46″E / 48.58500°N 27.94611°E
斯利季（烏克蘭語：Сліди）是位於烏克蘭西南部文尼察州莫希利夫-波季利斯基區的村莊，始建於1594年，面積1.68平方公里，海拔高度225米，2001年人口806，人口密度每平方公里479.76人。